# Towarzystwo Szkół Zjednoczonego Świata
Towarzystwo Szkół Zjednoczonego Świata im. prof. Pawła Czartoryskiego jest organizacją non-profit powstałą w 1991 roku, afilowaną przy organizacji szkół międzynarodowych United World Colleges (UWC), istniejącej od roku 1962, z siedzibą w Londynie. Głównym celem Towarzystwa jest wspieranie rozwoju społeczeństwa obywatelskiego poprzez międzynarodową edukację młodzieży w duchu tolerancji, ochrony praw człowieka i aktywności społecznej. Aby ten cel osiągnąć, Towarzystwo podejmuje starania o stypendia (50%–100%) w renomowanych zagranicznych szkołach średnich z internatem, przyznawanych na czas dwóch ostatnich klas szkoły ponadpodstawowej. Od czasu założenia Towarzystwo przyznało ponad 600 dwuletnich stypendiów. Członkami Towarzystwa są przede wszystkim dawni i obecni stypendyści, ich rodziny, oraz osoby fizyczne lub prawne, wspierające Towarzystwo i jego ideały.
Stowarzyszenie jest niedochodową organizacją pozarządową o statusie organizacji pożytku publicznego (KRS:128672). Towarzystwo ma charakter społeczny i utrzymuje się wyłącznie ze składek oraz darowizn od sponsorów i absolwentów.

## Stypendia
Co roku Towarzystwo wybiera kilkunastu stypendystów w procesie rekrutacji składającej się z trzech etapów. Przyznawane są stypendia zarówno do szkół UWC, jak i do szkół w Wielkiej Brytanii i Austrii poprzez Polish Scholarship Scheme. Przez ponad 30 lat istnienia, Towarzystwo przyznało ponad 600 stypendiów. 75% stypendystów kontynuowało naukę na uniwersytetach poza granicami Polski. 25% stypendystów zdobyło indeks najlepszych 10 uniwersytetów na świecie. 
Obecnie istnieje osiemnaście Szkół Zjednoczonego Świata (United World Colleges) położonych na czterech kontynentach.
- Lester B. Pearson UWC of Pacific (Kanada)
- UWC-USA (Stany Zjednoczone)
- UWC Costa Rica (Kostaryka)
- UWC Dilijan (Armenia)
- UWC Robert Bosch College (Niemcy)
- Red Cross Nordic UWC (Norwegia)
- UWC of the Atlantic (Wielka Brytania)
- UWC of the Adriatic (Włochy)
- UWC Maastricht (Holandia)
- UWC in Mostar (Bośnia i Hercegowina)
- Li Po Chun UWC (Hong Kong)
- UWC Changshu (Chiny)
- UWC Thailand (Tajlandia)
- Mahindra UWC of India (Indie)
- UWC ISAK (Japonia)
- UWC South East Asia (Singapur)
- Waterford-KaMhlaba UWC of Southern Africa (Suazi)
- UWC East Africa (Tanzania)

W 2012 roku Simón Bolívar UWC of Agriculture w Wenezueli zostało zamknięte po 24 latach działania jako szkoła UWC.
Towarzystwo przyznało również stypendia do następujących prywatnych szkół w Wielkiej Brytanii, Austrii oraz Stanach Zjednoczonych:
- Abbotsholme School
- Adcote School for Girls
- Ardingly College
- Benenden School
- Box Hill School
- The Cheltenham Ladies' College
- Chigwell School
- Clifton College
- Cobham Hall School
- Danube International School
- Downside School
- Dulwich College
- Eton College
- Fyling Hall School
- Gordonstoun School
- The Hotchkiss School
- Leweston School
- Millfield School
- Oakham School
- Rodean School
- The Royal Wolverhampton School
- Rugby School
- Schule Schloss Salem
- St. Anne's School
- St. Lawrence College
- Stonyhurst College
- Wellington College
- Woldingham School
- Worth School

## Historia
Założycielem Towarzystwa był profesor Paweł Czartoryski, historyk, członek PAN, obecnie patron Towarzystwa. Początkowo Towarzystwo przyznawało stypendia tylko do szkół UWC, jednak już w drugiej edycji przyznano pierwsze stypendium do prywatnej szkoły brytyjskiej (Dulwich College), niezwiązanej z organizacją UWC. Tym samym Towarzystwo Szkół Zjednoczonego Świata im. Pawła Czartoryskiego stało się jedynym na świecie komitetem narodowym UWC, który niezależnie przyznaje dodatkowe stypendia do szkół innych niż UWC. Od 2012 roku rekrutacja do szkół UWC oraz do programu Polish Scholarship Scheme (PSS) jest prowadzona oddzielnie.